# Cyrtandra lorentzii
Cyrtandra lorentzii là một loài thực vật có hoa trong họ Tai voi. Loài này được Lauterb. mô tả khoa học đầu tiên năm 1910.